# Marcus Vindius Verus
Marcus Vindius Verus war ein im 2. Jahrhundert n. Chr. lebender römischer Politiker.
Durch zwei Militärdiplome, die z. T. auf den 16. Juni 138 datiert sind, ist belegt, dass Verus 138 zusammen mit Publius Pactumeius Clemens Suffektkonsul war; die beiden traten ihr Amt am 1. April an.